# Naturschutzgebiet Burgberg

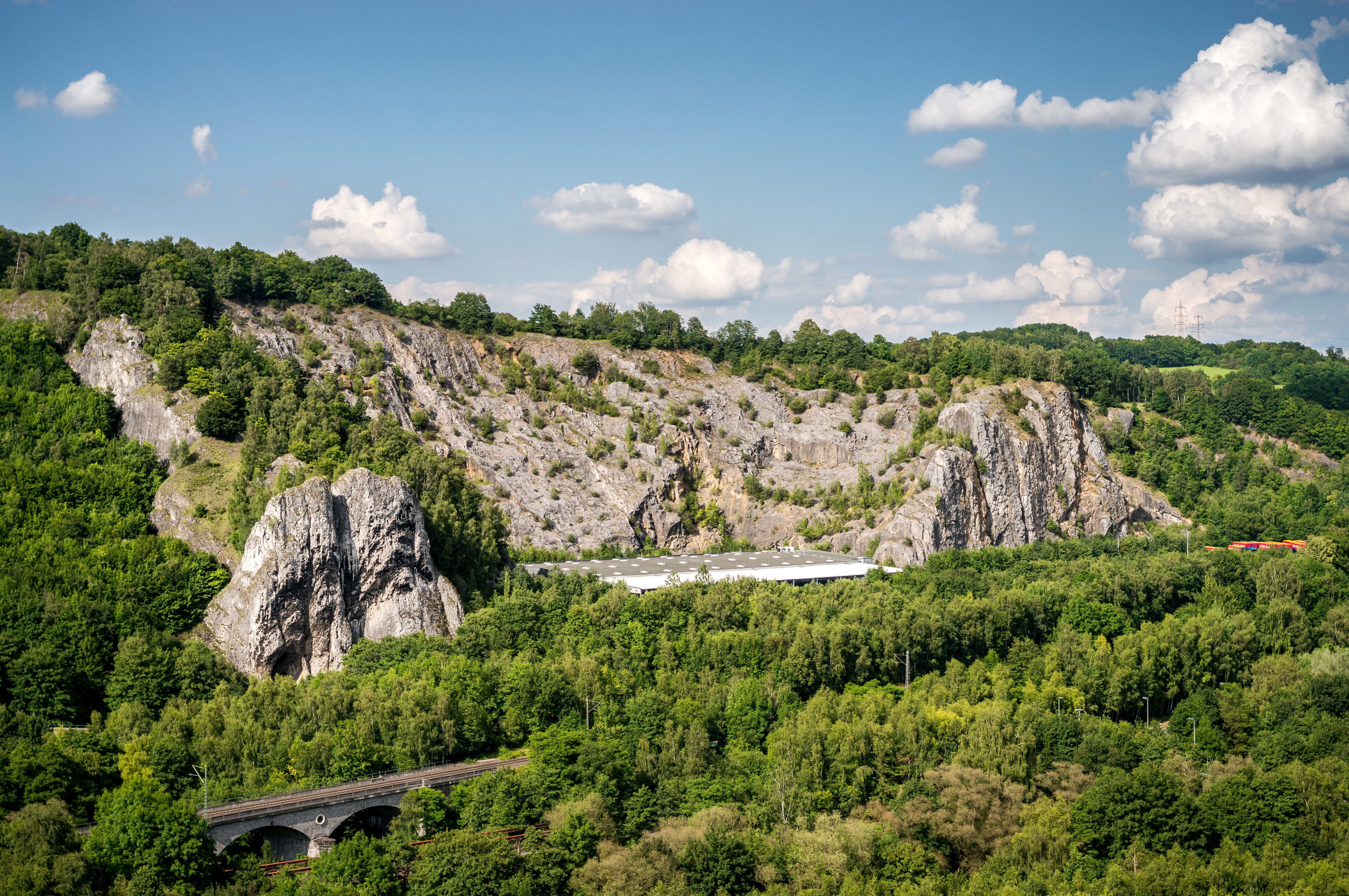
NSG Burgberg von Südwesten

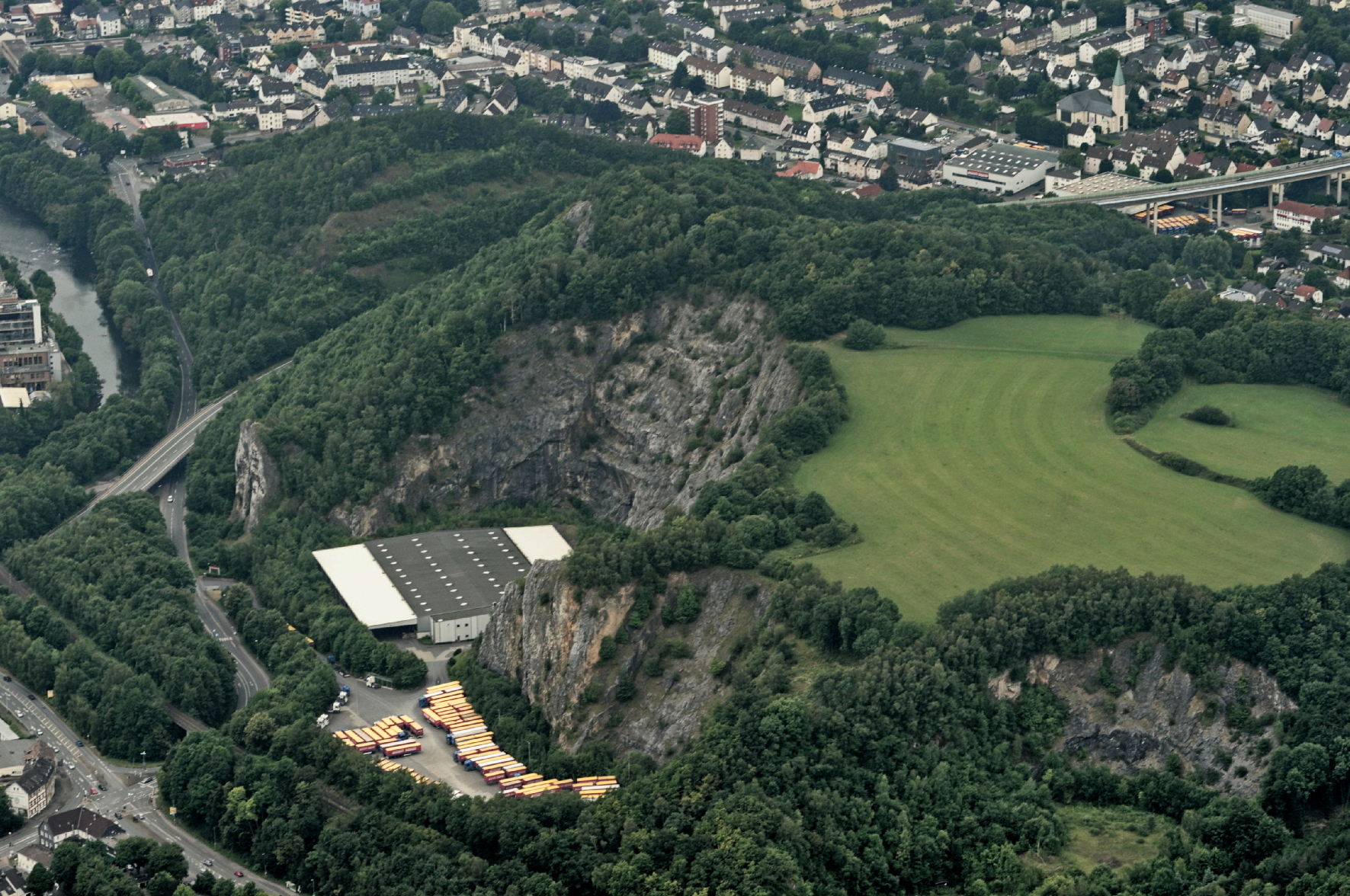
NSG Burgberg und Umgebung

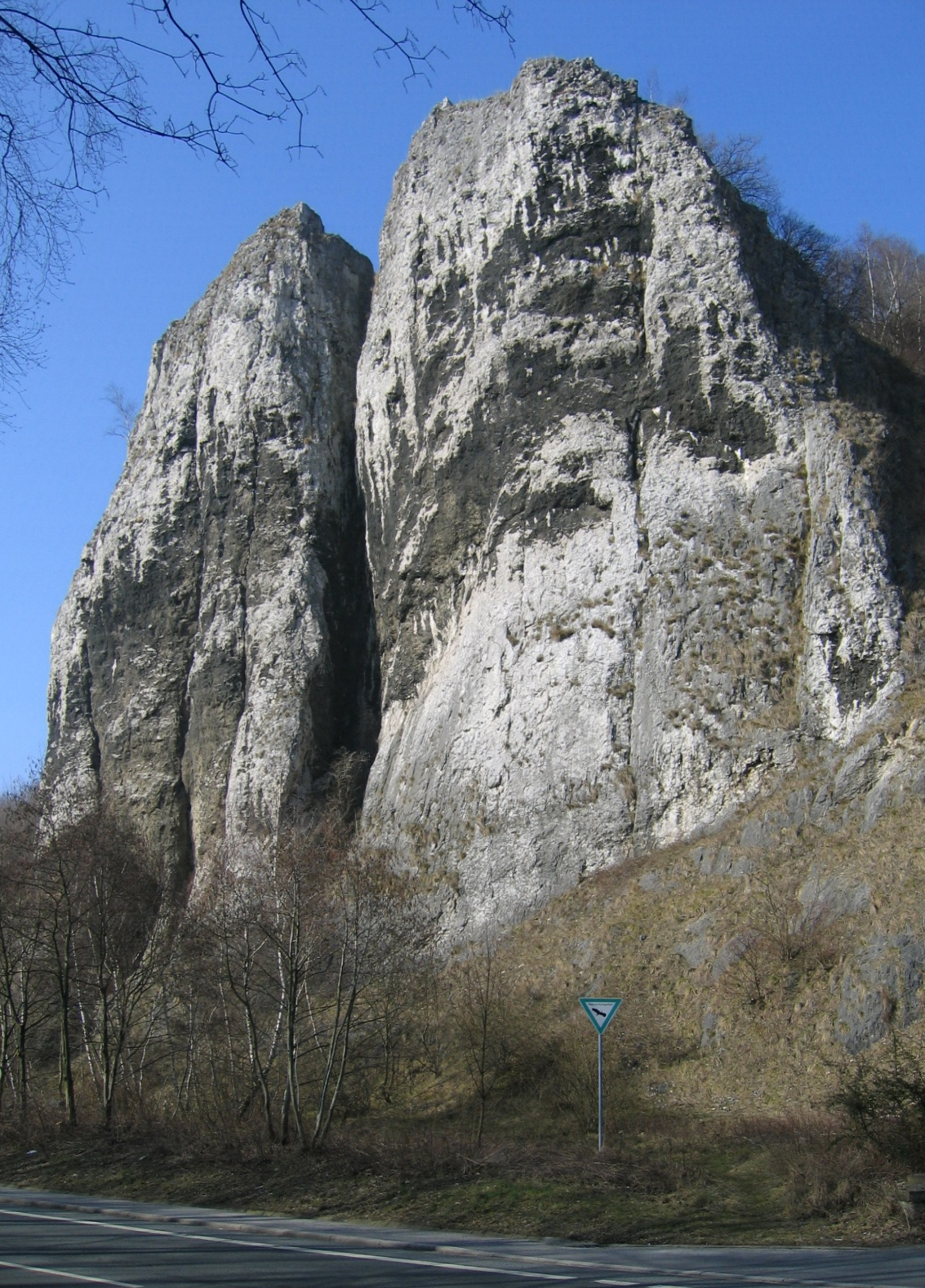
Felsen Pater und Nonne

Das Naturschutzgebiet Burgberg mit einer Größe von 41,5 Hektar liegt südlich von Oestrich. Der Burgberg wurde 1997 mit dem Landschaftsplan Iserlohn durch den Märkischen Kreis als Naturschutzgebiet (NSG) ausgewiesen. Das NSG wird durch die Bundesstraße 236 in eine westliche und eine östliche Teilfläche geteilt.
Im NSG Burgberg liegen die beiden Felsen Pater und Nonne. Diese waren vor der Ausweisung des NSG Burgberg als Naturdenkmal Pater und Nonne ausgewiesen.

## Gebietsbeschreibung
Der Burgberg besteht aus Kalk. Auf dem Burgberg befinden sich die Reste der Ringwallanlage der im 13. Jahrhundert zerstörten Oestricher Burg. Die Reste der Ringwallanlage sind als Bodendenkmal ausgewiesen.
Der Burgberg besteht im südlichen Teil aus Massenkalk aus dem Devon und im Norden aus schwarzen, bankigen Kalken mit Tonschiefern des Flinz (oberes Mitteldevon). Der devonische Massenkalk wurde in nunmehr aufgelassenen Steinbrüchen abgebaut. Ein Bruch auf dem Gebiet des NSG wurde beim Bau des Autobahnzubringers mit Gesteinsmaterial verfüllt. Dort liegen nun Schotterterrassen mit jungem birkenreichen Gehölze und blankem Gestein. Im Westen liegt in einem kleinen Reststeinbruch eine Schießsportanlage mit Vereinsheim. Der östliche Steinbruch blieb der Suksession überlassen. Die Steinbruchsohle, außerhalb des NSG, wird als LKW-Parkplatz genutzt. Auf dem Schuttkegel dieses Steinbruchs sowie auf den Steinbruchrändern befinden sich Halbtrockenrasen. Diese Halbtrockenrasen sind teils schon verbuscht. Auf dem Nordhang des Burgberges steht ein Buschwald aus Eiche, Buche, Birke, Hainbuche und Esche mit einer artenreichen Krautschicht. Östlich des großen Steinbruch liegt ein Felsen. Östlich des Felsens steht auf einem sehr steilen nach Osten exponierten Hang ein Laubwald mit einzelnen Felsen und Totholz. Auf einem im Norden gelegenen, sehr steilen, nach Nordnordwest exponierten flachgründigen Hangbereich stockt ein dichtes, reich strukturiertes Feldgehölz. In diesem Feldgehölz werden Gehölze aus Stockausschlägen von Eichen als Überhälter überragt. Oberhalb der Wald- und Feldgehölzbestände ist eine strukturreich gegliederte Grünland-Heckenlandschaft anzutreffen. Hier kommen z. T. steile Magerweiden mit einigen Obstbäumen. Örtlich im Grünland gibt es teilweise Verbuschungsbereiche. Im Grünland liegt eine extensive Mähwiese und eine angesäte Wiese. Entlang von Hangkanten, Rinnen und an Wegen gliedern Hecken diesen Gebietsteil. Eine kleine Parzelle wurde hier auch mit Fichten aufgeforstet.
Östlich des NSG Burgberg befindet sich das Naturschutzgebiet Sonderhorst. Dieses Naturschutzgebiet Sonderhorst ist teilweise nur durch die Schleddestraße vom Burgberg getrennt. Auch die Dechenhöhle wird nur durch die Schleddestraße vom NSG Burgberg getrennt. Zu beiden Talseiten des Grüner Baches und der Lenne befinden sich weitere Naturschutzgebiete auf Kalkfelsen in der Nähe des Burgbergs. Dabei handelt es sich um die Naturschutzgebiete Helmke, Kupferberg, Auf der Saat, Mühlenberg und Die Emst.
Auf den Kalkhalbtrockenrasenflächen an den Rändern des östlichen Steinbruches wurde die Bienen-Ragwurz nachgewiesen. Auf diesen Flächen im Naturschutzgebiet lebt auch der stark gefährdete Zwerg-Bläuling, der im Nordwestsauerland nur hier anzutreffen ist. 1992 konnte nach 24 Jahren auch wieder das auf der Roten Liste stehende Purpurwidderchen nachgewiesen werden.

## Schutzzweck
Die Festsetzung erfolgte laut Landschaftsplan Iserlohn zur Sicherung der Leistungsfähigkeit des Naturhaushaltes durch Erhaltung seltener Pflanzen- und Tierarten in einer komplexen Biozönose bestehend aus Halbtrockenrasen, Pionierbestockung und bodenständiger Laubholzbestockung mit reicher Krautschicht, zur Sicherung der Felsen Pater und Nonne, zur Erhaltung des ehemaligen Steinbruchs als geowissenschaftlichem Objekt sowie zur Sicherung der frühmittelalterlichen Ringwallanlage der Oestricher Burg vor Zerstörung.

## Schutzmaßnahmen
Zur Wiederherstellung von artenreichen Lebensgemeinschaften sollte laut Landschaftsplan eine Umwandlung von Ackerflächen in Grünland erfolgen.